# Heteropoda schlaginhaufeni
Heteropoda schlaginhaufeni là một loài nhện trong họ Sparassidae.
Loài này thuộc chi Heteropoda. Heteropoda schlaginhaufeni được Embrik Strand miêu tả năm 1911.